# Luka Kerin
Luka Kerin (sinh 23 tháng 3 năm 1999) là một cầu thủ bóng đá Slovenia thi đấu ở vị trí tiền đạo cho câu lạc bộ Slovenian PrvaLiga Celje.